# Pallacanestro Broni 93 2012-2013
La Pallacanestro Broni 93 nella stagione 2012-2013 ha preso parte al campionato di Serie A2. La comunitaria è la lettone Līga Šurkusa. Si classifica ottava al termine della Regular Season, accede ai playoff affrontando ai Quarti di Finale il Sanga Milano. Esce sconfitta 2-1 nella serie.